# 1955 في تشيلي
فيما يلي قوائم الأحداث التي وقعت خلال عام 1955 في تشيلي.

## رياضة
- 1 يناير – كأس أمريكا الجنوبية 1955

## مواليد

### يناير
- 24 يناير – مارتين فارغاس ملاكم تشيلي.

### أغسطس
- 10 أغسطس – غوستافو موسكوسو لاعب كرة قدم تشيلي.

## وفيات

### يناير
- 1 يناير – أرتورو كودو (مواليد 1905) لاعب كرة قدم تشيلي.

### أكتوبر
- 19 أكتوبر – كارلوس دافيلا (مواليد 1887)